# The Road to Glory (pel·lícula de 1926)
The Road to Glory iés una pel·lícula muda dramàtica estatunidenca del 1926 dirigida per Howard Hawks i protagonitzada per May McAvoy, Leslie Fenton i Ford Sterling. Aquesta va ser la primera pel·lícula de Hawks, basada en un tractament de 35 pàgines que Hawks va escriure. És una de les dues obres de Hawks que són perdudes.

## Trama
May McAvoy és una dona jove que es va quedant cega a poc a poc. Intenta estalviar el seu xicot Rockliffe Fellowes i el seu pare Ford Sterling de la càrrega de la seva malaltia. Accepta viure amb Leslie Fenton, un home ric cobdiciós, per tal d'allunyar-se del seu pare i amant.

## Repartiment
- May McAvoy com a Judith Allen
- Leslie Fenton com a David Hale
- Ford Sterling com a James Allen
- Rockliffe Fellowes com Del Cole
- Milla Davenport com a tia Selma
- John MacSweeney com a majordom
- Carole Lombard

## Producció
Howard Hawks va escriure la història de 35 pàgines de la qual es va basar el guió; aquesta va ser una de les poques pel·lícules en què va tenir amplis crèdits d'escriptor.:65 Originalment titulada, The Chariot of the Gods, The Road to Glory es va rodar des de desembre de 1925 fins al gener de 1926 i es va estrenar a l'abril. La pel·lícula contenia iconografia religiosa i missatges que mai més es tornarien a veure en una pel·lícula de Hawks.:65–68

## Recepció
Va rebre bones crítiques dels crítics de cinema. En entrevistes posteriors, Hawks va dir: "No em vaig divertir. Va ser bastant dolenta. No crec que ningú ho gsudís excepte alguns crítics". Hawks estava insatisfet amb la pel·lícula després d'estar segur que les pel·lícules dramàtiques establirien la seva reputació, però es va adonar del que havia fet malament quan Sol Wurtzel va dir a Hawks: "Mira, has demostrat que pots fer una pel·lícula, però per l'amor de Déu, surt i diverteix-te.":65–68

## Estat de conservació
Sense cap còpia de The Road to Glory ubicada a cap arxiu de pel·lícules, és una pel·lícula perduda.